# FC Oleksandriya
FC Oleksandriya (en ucraïnès: Футбольний клуб «Олександрія») és un club de futbol ucraïnès de la ciutat d'Oleksandriya, a la Província de Kirovohrad. Va ser fundat l'any 1990 Fundat l'any 1990. L'any 1948 que apareix a l'escut del club s'hi va incorporar després de la seva fusió amb l'UkrAhroKom l'any 2014 i fa referència al llegat futbolístic del club, més que no pas a la seva fundació. Juga els seus partits com a local a l'Estadi KSC Nika, amb una capacitat per a 7.000 espectadors. Els colors tradicionals del club són el groc i el negre. Actualment competeix a la Lliga premier d'Ucraïna, la màxima categoria del futbol ucraïnès.

## Història
El club va néixer el 1990 amb el nom de Polihraftekhnika Oleksandriya i va debutar l'any següent a la segona divisió ucraïnesa (Persha Liha). Després d'una pujada a la màxima categoria el 2001, va fer fallida i va ser refundat el 2003 com a FC Oleksandriya, nom que manté des de 2004. El mateix any, el club va començar de nou a la tercera divisió (Druha Liha) i va assolir l'ascens a la Persha Liha el 2006. El 2011 es va proclamar campió de la segona divisió i va tornar a la Premier Liha. Tot i que només va romandre una temporada a primera divisió, el 2015 va aconseguir l'ascens de nou.
La temporada 2015–16, el club va acabar sisè i es va classificar per primera vegada per a una competició europea.
La temporada 2024–25 ha estat la més reeixida de la seva història, finalitzant en segona posició de la lliga, només per darrere del FC Dinamo de Kíiv i superant el FC Xakhtar Donetsk.

## Participació en competicions europees
- 2016–17 – Eliminat a la tercera ronda prèvia de l'UEFA Europa League per l'Hajduk Split (1–6 global).
- 2017–18 – Eliminat al play-off de l'Europa League per el BATE després d'eliminar l'Astra Giurgiu.
- 2019–20 – Participació en la fase de grups de l'Europa League amb rivals com VfL Wolfsburg, KAA Gent i AS Saint-Étienne.